# Кожевников, Андрей Герасимович
Андре́й Гера́симович Коже́вников (1901, с. Скородное , Тульская губерния — 6.7.1975, Ярославль) — деятель ГПУ/НКВД СССР, полковник государственной безопасности. Входил в состав особой тройки НКВД СССР, внесудебного и, следовательно, не правосудного органа уголовного преследования.

## Биография
Андрей Герасимович Кожевников родился в 1901 году в селе Скородное, Новосильского уезда, Тульской губернии. Был активным участником становления Советской власти. В 1918—1919 годах работал секретарём комитета бедноты Скородненского сельского Совета и вступил в РКП(б). В 1919—1920 годах там же состоял инструктором продовольственного отряда. Далее в 1920—1926 годах служил в РККА, где в 1921 году закончил Военно-технические курсы. По демобилизации его дальнейшая жизнь была связана с работой в органах ВЧК−ОГПУ−НКВД.
- 1926—1932 годы — помощник уполномоченного, уполномоченный Ярославского губернского отдела ГПУ, уполномоченный Ярославского окружного отдела ГПУ, уполномоченный Ярославского городского отдела ГПУ в Ивановской Промышленной области.
- 1932—1934 годы — оперативный уполномоченный I отделения Секретно-политического Полномочного представительства ОГПУ при СНК СССР по Ивановской Промышленной области, начальник Чухломского, начальник Ростовского районного отдела ГПУ (1934—1937 годы — начальник Отделения Секретно-политического отдела Отдела ГПУ — НКВД по Дальстрою, начальник Отделения Секретно-политического отдела Управления НКВД по Зейской области, начальник II-го отделения Секретно-политического отдела Управления НКВД по Дальне-Восточному краю. Этот период отмечен вхождением в качестве председателя в состав особой тройки в Магадане, созданной по приказу НКВД СССР от 30.07.1937 № 00447[3] и активным участием в сталинских репрессиях[4].

1937—1941 годы — начальник Комсомольского городского отдела НКВД в Хабаровской области, начальник Свободненского городского отдела НКВД в Амурской области, начальник II отдела УГБ Управления НКВД, заместитель начальника Управления НКВД по Амурской области.
- 1941—1946 годы — начальник Управления НКВД по Еврейской автономной области, начальник Управления НКВД, начальник Управления НКГБ — МГБ по Камчатской области.
- 1946—1947 годы — заместитель начальника Управления МГБ по Ульяновской области.
- 1948—1950 годы — заместитель министра государственной безопасности Дагестанской АССР, в резерве Управления кадров МГБ СССР, заместитель начальника Оперативного сектора МГБ земли Саксония.

С февраля 1950 годы вышел на пенсию. Умер 6 июля 1970 года в Ярославле.

## Награды
- 09.05.1938 — Почётный сотрудник госбезопасности XV
- 23.08.1943 — Орден Красной Звезды
- 20.09.1943 — Орден Красной Звезды
- 03.11.1944 — Орден Красного Знамени
- 12.05.1945 — Орден Ленина
- 02.09.1945 — Орден Отечественной войны 1-й степени